# White Sands Test Facility

White Sands Test Facility (WSTF, Testovací zařízení White Sands) je zařízení americké agentury pro letectví a kosmonautiku – NASA, kde probíhá výzkum, vývoj a testování raketových motorů, kosmických pohonných systémů, nových materiálů a dalších zařízení pro kosmické aplikace. Zařízení bylo založeno na území White Sands Missile Range v roce 1963. Kapacity WSTF vyžívá kromě NASA také americké ministerstvo obrany, různé federální úřady, university i soukromé společnosti. Dohled nad WSTF má Johnsonovo vesmírné středisko.

## Pracoviště

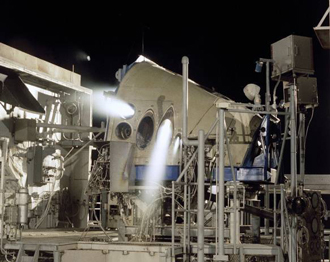
Noční test orbitálních manévrovacích motorů raketoplánu Space Shuttle

Raketové pohony představují hlavní oblast výzkumu v WSTF. Zdejší pracoviště je schopno simulovat širokou škálu tlaků a teplot pro testování jednotlivých motorů ale i celých pohonných soustav. Nejdůležitější programy na kterých se zde pracovalo byly ISS a Space Shuttle. Probíhaly zde testy orbitálních manévrovacích motorů pro raketoplány, výzkum hypergolických pohonných látek a probíhal zde program Space Shuttle Fleet Leader.
V laboratořích WSTF probíhá výzkum materiálů, paliv a dalších provozních kapalin a plynů, které se používají v kosmickém průmyslu. Pracoviště Oxygen Systems  se zaměřuje na chování vlastnosti kyslíku. To zahrnuje jak kapalný kyslík v nádržích co by okysličovadlo, tak účinky atmosférického kyslíku na vybavení kosmických lodí a živé organismy. Na pracovišti Propellant Systems  probíhá výzkum na poli raketových paliv. Zkoumají se zde paliva jako: kapalný vodík, kapalný kyslík, hydrazin, monomethylhydrazin, aerozin 50 a další. Studium paliv zahrnuje výzkum chemických vlastností jako: teplotní charakteristiky při hoření a výbuchu a účinky paliva na životní prostředí.
Materiálové laboratoře vyvíjejí nové kompozitní materiály, ale probíhá zde i výzkum použití standardních materiálů pro kosmické aplikace. WSTF je vybaveno zařízením pro modelování vysokorychlostních srážek, jaké mohou způsobit mikrometeority nebo jiné částice (viz kosmické smetí). Pro výcvik pilotů raketoplánů sloužila oblast White Sands Space Harbor. Zdejší základna byla připravena pro nouzové přistání raketoplánu Space Shuttle.
Jsou zde také uloženy vzorky měsíčních hornin, přivezené při misích Apollo. Celková váha uskladněných hornin je 52 kg z celkových 382 kg přivezených na Zem.